# Maxmilián z Hamiltonu
Hrabě Maxmilián z Hamiltonu (německy Maximilian von Hamilton či Maximilian Reichsgraf von Hamilton; 17. března 1714 Mnichov – 31. října 1776 Olomouc) byl v letech 1761 až 1776 biskupem olomouckým.

## Životopis
Byl příslušníkem skotského rodu vévodů z Hamiltonu, jeho děd James odešel po sesazení katolického anglického krále Jakuba II. tzv. slavnou revolucí do bavorského exilu, kde získal titul říšského hraběte. Právě z Bavorska pocházel i Maxmilián.
Maxmilián z Hamiltonu byl posledním biskupem olomouckým, poté bylo olomoucká diecéze povýšena na arcibiskupství. Biskup byl vynikající hospodář a zakládal nové vesnice i manufaktury. Na jeho počest byla pojmenována obec Hamiltony na Vyškovsku.
Je pohřben v rektorátním kostele svaté Anny (nebo také kaple svaté Anny) v Olomouci.